# 花山李氏
花山李氏（ファサンニし、화산이씨）は、朝鮮の氏族の一つ。本貫は黄海北道金川郡である。2015年の調査では、1,237人である。
始祖は、ベトナムの李朝の王族の李龍祥である。陳朝により李朝が滅ぼされた際の1226年に宋朝を経て高麗へと亡命した。

## 集姓村
- 黄海道碧城郡壮谷面白雲里
- 黄海道信川郡加蓮面東嶺里[2]